# Fussball Club Porto Alegre
O Fussball Club Porto Alegre mais conhecido como Fussball foi um clube multiesportivo brasileiro da cidade de Porto Alegre no estado do Rio Grande do Sul. Foi fundado em 15 de setembro de 1903 e encerrou suas atividades no ano de 1944.

## História
Após uma exibição feita pelos primeiros e segundo quadros do Sport Club Rio Grande da cidade de Rio Grande numa excursão em Porto Alegre em 7 de julho de 1903, um grupo de amigos resolveu criar um clube de futebol em Porto Alegre. O Fussball foi fundado no dia 15 de setembro de 1903, na mesma data de criação do Grêmio FBPA - diferiam na origem de seus integrantes: este era formado por comerciários e comerciantes da Praça XV; aquele, por industriários da elite porto-alegrense. O Fussball Porto Alegre foi fundado por:
| - Leopoldo Rosenfeld (Presidente) - J. Brenner (Secretário) - O. Becker (Tesoureiro) - Hugo Brenner - Oscar Schaitza - Guilherme Trein - Rodolpho Schoeller - Eugênio Sattler - Oscar Matte | - Rodolpho Campani - Walter Heckmann - Ernesto Oswaldo Schmitt - Otto Niemeyer - Reynaldo Schoeller - Hugo Gerdau, - Alfredo Stumpf, - Hugo Becker - Francisco Strattmann. |

Todos eles eram ciclistas da sociedade Radfahrer Verein Blitz, incluindo o presidente da Blitz, Otto Niemeyer.
A primeira sede do Fussball estava situada na Rua Dr. Timóteo, ao lado do velódromo da Sociedade Blitz, em terreno doado pelo Dr. Luís Englert. O campo foi inaugurado no dia 9 de novembro de 1903, com um jogo interno, e foi utilizado pelo clube até 1911.
O Fussball marcou presença no primeiro jogo disputado entre equipes porto-alegrenses, no dia 6 de março de 1904, contra o Grêmio. O programa da partida, com escalações dos times e outros detalhes, foi impresso em português e em alemão. O Grêmio venceu a partida, apitada por Valdemar Bromberg, pelo placar de 1 a 0. Além disso, o Fussball disputou com o Grêmio a primeira competição interclubes disputada em Porto Alegre: a Taça Wanderpreis.
Entre atletas de Grêmio e Fussball predominava a camaradagem. Já na torcida, havia galhofa: os gremistas apelidaram os adversários de "ameixas" por terem, por erro ou engano, comprado uma bola de futebol americano ou rugby em vez da de futebol.
Em 1908, o clube atravessou uma crise: a diretoria pediu a renúncia do presidente Oscar Campani e, em 17 de junho, foi eleito para o cargo Carlos Foernges Filho. Em 1910, o Fussball participou da fundação da Liga de Foot-Ball Porto Alegrense, disputando o campeonato municipal.
Em 1914, juntamente com Grêmio, Americano e Fussball Mannschaft Frisch Auf, fundou a Associação de Foot-Ball Porto Alegrense. Quando a profissionalização se tornou realidade, os membros do Fussball tomaram outro caminho, mantendo o amadorismo.
Durante a Primeira Guerra Mundial, em 1916, o nome do clube foi mudado para Foot-Ball Club Porto Alegre. As cores também mudaram, trocando o alvi-negro original pelo alvi-verde. Em 1923, inaugurou o maior estádio de Porto Alegre na época: a Chácara das Camélias, que foi depois utilizado pelo Nacional (um clube de ferroviários).

## Títulos

### Estaduais
- Troféu Wanderpreis: 3 vezes (1904, 1908 e 1909).

### Outras conquistas

#### Outros torneios
- Torneio Início: 1923 e 1928
- Torneio Lemos Bastos: 1923
- Torneio Ruy Barbosa: 1923
- Taça 14 de Julho: 1927
- Citadino de Porto Alegre: 1923

#### Alguns presidentes
1903 - Leopoldo Rosenfeld

1908 - Oscar Campani 

1908 - Carlos Foernges Filho 

1911 - Rodolpho Campani

1912 - Theobaldo Foernges

1925 - Rodolpho Campani

1925 - Armando Castro 

1927 - Luiz Chaves Pinto Barcellos

1940 - Francisco Lupinacci

### Basquete
- Campeonato Gaúcho de Basquete (Masculino): 5 vezes (1927*, 1928*, 1939*, 1940** e 1941**).[2]

* Liga Atlética do Rio Grande do Sul - LARGS.

** Federação Atlética do Rio Grande do Sul - FARGS.